# Santo Antônio do Retiro
Santo Antônio do Retiro – miasto i gmina w Brazylii, w stanie Minas Gerais.